# Nova Maringá
Nova Maringá is een gemeente in de Braziliaanse deelstaat Mato Grosso. De gemeente telt 5.989 inwoners (schatting 2009).